# PDGFA
PDGFA‏ (Platelet derived growth factor subunit A) هوَ بروتين يُشَفر بواسطة جين PDGFA في الإنسان.